# Christel Riemann-Hanewinckel
Christel Riemann-Hanewinckel (* 6. April 1947 in Bad Tennstedt) ist eine deutsche Politikerin (SPD).
Von 1998 bis 2002 war sie Vorsitzende des Bundestagsausschusses für Familie, Senioren, Frauen und Jugend. 2002 bis 2005 war sie Parlamentarische Staatssekretärin beim Bundesministerium für Familie, Senioren, Frauen und Jugend.

## Leben und Beruf
Nach dem Abitur an der Arnoldischule 1965 in Gotha absolvierte Christel Riemann-Hanewinckel eine Ausbildung zur Buchhändlerin und war in diesem Beruf bis 1970 tätig. Danach studierte sie bis 1976 Theologie an der Martin-Luther-Universität Halle-Wittenberg. Sie war dann als Diplom-Theologin bis 1990 als Pastorin an der Kreispfarrstelle für Klinikseelsorge in Halle/Saale tätig. Von 1980 bis 1990 gehörte sie dem Präsidium der Kreissynode Halle/Saale an und war von 1988 bis 1990 schließlich stellvertretende Superintendentin. 1990 erwarb sie den Abschluss einer Supervisorin der Pastoralpsychologie.
Christel Riemann-Hanewinckel ist verheiratet und hat zwei Kinder.

## Partei
Sie gehörte im Oktober 1989 zu den Mitbegründern der SDP (später SPD) in der DDR. Von 1993 bis 2005 war sie Vorsitzende des SPD-Stadtverbandes Halle/Saale. Von 2002 bis 2004 sie außerdem stellvertretende Landesvorsitzende der SPD Sachsen-Anhalt.
Christel Riemann-Hanewinckel ist Mitherausgeberin der Spw – Zeitschrift für sozialistische Politik und Wirtschaft.

## Abgeordnete
Von 1990 bis 1992 war sie Stadträtin und Vizepräsidentin der Stadtverordnetenversammlung von Halle/Saale.
Von 1990 bis 2009 war sie Mitglied des Deutschen Bundestages. Sie war von 1998 bis 2002 Mitglied im Vorstand der SPD-Bundestagsfraktion und zugleich Vorsitzende des Ausschusses für Familie, Senioren, Frauen und Jugend.
Christel Riemann-Hanewinckel ist 1990 über die Landesliste Sachsen-Anhalt und danach stets als direkt gewählte Abgeordnete des Wahlkreises Halle-Altstadt bzw. Halle in den Bundestag eingezogen. Bei der Bundestagswahl 2005 erreichte sie hier 36,0 % der Erststimmen.

## Öffentliche Ämter
Nach der Bundestagswahl 2002 wurde sie am 22. Oktober 2002 als Parlamentarische Staatssekretärin bei der Bundesministerin für Familie, Senioren, Frauen und Jugend in die von Bundeskanzler Gerhard Schröder geführte Bundesregierung berufen.
Nach der Bundestagswahl 2005 wurde die Leitung des Familienministeriums Ursula von der Leyen (CDU) übertragen und Christel Riemann-Hanewinckel schied am 22. November 2005 aus dem Amt.
Von 2009 bis 2019 war Christel Riemann-Hanewinckel Präsidentin der evangelischen arbeitsgemeinschaft familie (eaf).

## Kabinette
- Kabinett Schröder II